# Supercoupe du Togo de football
La Supercoupe du Togo de football est une compétition de football opposant le champion du Togo au vainqueur de la coupe du Togo.

## Palmarès
Le palmarès est incomplet.
| Année     | Vainqueur               | Résultat     | Finaliste               |
| --------- | ----------------------- | ------------ | ----------------------- |
| 2006      | Maranatha Football Club | 4-1          | AS Togo-Port            |
| 2007-2015 | Inconnu                 | Inconnu      | Inconnu                 |
| 2016      | AC Semassi              | 1-1ap 4-3tab | US Koroki               |
| 2017      | AS Togo-Port            | 2-2 4-3tab   | AC Semassi              |
| 2018      | US Koroki               | 2-0          | Gomido FC               |
| 2019      | ASC Kara                | 0-0 6-5tab   | Maranatha Football Club |
| 2020      | Non disputée            | Non disputée | Non disputée            |
| 2021      | ASKO Kara               | 1-0          | Kakadl FC               |